# Discografia degli Who fuori dal Regno Unito

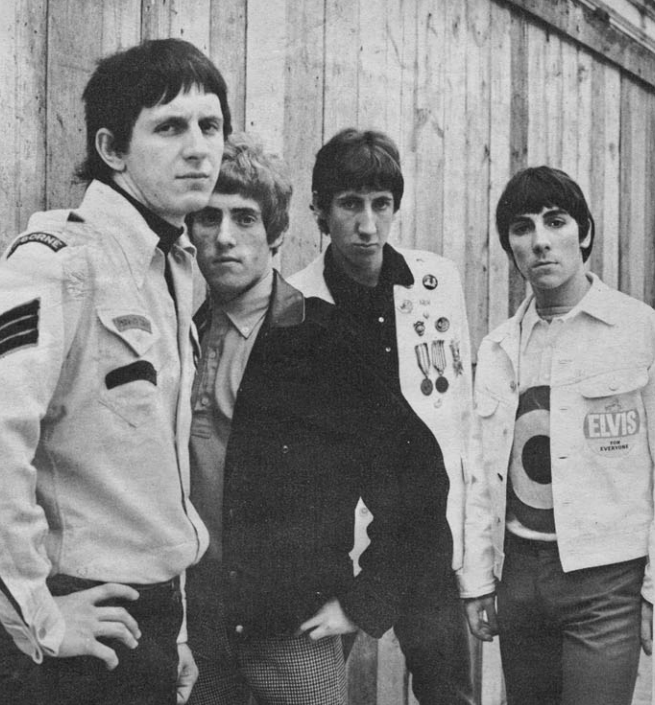
Il gruppo nel 1965 (da sinistra John Entwistle, Roger Daltrey, Pete Townshend e Keith Moon)

Questa voce contiene un elenco, suddiviso per paese, delle pubblicazioni discografiche del gruppo musicale The Who fuori dal Regno Unito.

## Argentina

### Singoli
- 1965 - I Can't Explain/Bald Headed Woman
- 1968 - Magic Bus/Bucket "T"
- 1968 - Call Me Lightning/Dr. Jekyll & Mr. Hyde
- 1968 - Dogs/Whiskey Man
- 1970 - See Me, Feel Me/Overture from Tommy

## Australia

### Singoli
- 1965 - I Can't Explain/Bald Headed Woman
- 1965 - My Generation/Out in the Street (You're Going to Know Me)
- 1966 - Happy Jack/I've Been Away
- 1966 - Substitute/Waltz for a Pig
- 1966 - I'm a Boy/In the City
- 1966 - La-La-La-Lies/Much Too Much
- 1966 - The Kids Are Alright/A Legal Matter
- 1967 - Pictures of Lily/Doctor, Doctor
- 1967 - I Can See for Miles/Mary-Anne With the Shaky Hands
- 1968 - Dogs/Circles
- 1968 - Magic Bus/Someone's Coming
- 1968 - I Can't Reach You/Our Love Was, Is
- 1968 - Call Me Lightning/Dr. Jekyll & Mr. Hyde
- 1969 - Pinball Wizard/Dogs Part Two
- 1969 - Go To The Mirror!/I'm Free
- 1970 - See Me, Feel Me/Overture from Tommy
- 1970 - The Seeker/Here for More
- 1970 - Summertime Blues/Heaven & Hell

### EP
- 1965 - My Generation
- 1966 - Ready Steady Who
- 1966 - Dance Session
- 1967 - The Who
- 1967 - Pictures (EP)
- 1968 - Number Two

## Austria

### Singoli
- 1966 - Happy Jack/I've Been Away
- 1967 - Pictures of Lily/Doctor, Doctor
- 1967 - I Can See for Miles/Someone's Coming
- 1968 - Dogs/Circles
- 1968 - Magic Bus/Bucket "T"
- 1968 - Call Me Lightning/Dr. Jekyll & Mr. Hyde
- 1969 - Pinball Wizard/Dogs Part Two
- 1969 - I'm Free/Tommy Can You Hear Me?
- 1970 - The Seeker/Here for More

## Belgio

### Compilation
- 1970 - The Best of The Who

### Singoli
- 1965 - My Generation/I'm a Man
- 1965 - My Generation/Shout and Shimmy
- 1965 - Anyway Anyhow Anywhere/Daddy Rolling Stone
- 1966 - The Kids Are Alright/The Ox
- 1966 - A Legal Matter/Instant Party
- 1967 - Pictures of Lily/Doctor, Doctor
- 1967 - I Can See for Miles/Someone's Coming
- 1970 - See Me, Feel Me/Overture from Tommy
- 1970 - The Seeker/Here for More
- 1970 - Summertime Blues/Heaven & Hell

## Brasile

### Compilation
- 1975 - The Best of The Who

### Singoli
- 1965 - My Generation/Instant Party
- 1969 - I'm Free/Pinball Wizard
- 1970 - See Me, Feel Me/Overture from Tommy
- 1970 - Summertime Blues/Heaven & Hell

## Canada

### Singoli
- 1965 - I Can't Explain/Bald Headed Woman
- 1965 - My Generation/Out in the Street (You're Going to Know Me)
- 1965 - My Generation/Happy Jack
- 1966 - Substitute/Waltz for a Pig
- 1966 - I'm a Boy/In the City
- 1966 - The Kids Are Alright/A Legal Matter
- 1967 - Happy Jack/Whiskey Man
- 1967 - Pictures of Lily/Doctor, Doctor
- 1967 - I Can See for Miles/Mary-Anne With the Shaky Hands
- 1968 - Magic Bus/Someone's Coming
- 1968 - Call Me Lightning/Dr. Jekyll & Mr. Hyde
- 1969 - Pinball Wizard/Dogs Part Two
- 1969 - I'm Free/We're Not Gonna Take It
- 1970 - See Me, Feel Me/Overture from Tommy
- 1970 - The Seeker/Here for More
- 1970 - Summertime Blues/Heaven & Hell

### EP
- 1966 - Ready Steady Who

## Colombia

### Singoli
- 1966 - The Kids Are Alright/A Legal Matter

## Danimarca

### Singoli
- 1965 - I Can't Explain/Bald Headed Woman
- 1965 - My Generation/Shout and Shimmy
- 1965 - Anyway Anyhow Anywhere/Daddy Rolling Stone
- 1966 - The Kids Are Alright/The Ox
- 1966 - Bucket "T"/Run Run Run
- 1966 - La-La-La-Lies/The Good's Gone
- 1966 - A Legal Matter/Instant Party

## El Salvador

### Singoli
- 1970 - See Me, Feel Me/Overture from Tommy

## Filippine

### Singoli
- 1967 - Run Run Run/Don't Look Away

## Francia

### Compilation
- 1970 - Best of Who
- 1971 - Best of Who - Vol.2

### Singoli
- 1965 - I Can't Explain/Bald Headed Woman
- 1965 - My Generation/You're Gonna Know Me
- 1966 - Substitute/Instant Party
- 1966 - I'm a Boy/In the City
- 1967 - I Can See for Miles/Mary-Anne With the Shaky Hands
- 1967 - The Last Time/Under My Thumb
- 1968 - Dogs/Someone's Coming
- 1968 - Magic Bus/Armenia City in the Sky
- 1968 - Call Me Lightning/Dr. Jekyll & Mr. Hyde
- 1969 - Pinball Wizard/Dogs Part Two
- 1992 - Pinball Wizard/My Generation
- 1969 - I'm Free/Tommy Can You Hear Me?
- 1970 - See Me, Feel Me/Overture from Tommy
- 1970 - The Seeker/Here for More
- 1970 - Summertime Blues/Heaven & Hell

### EP
- 1965 - My Generation
- 1965 - I Can't Explain
- 1966 - My Generation
- 1966 - Ready Steady Who
- 1966 - I'm a Boy
- 1966 - The Kids Are Alright
- 1966 - Out In The Street
- 1966 - Happy Jack (EP Francia 1966)
- 1967 - Pictures of Lily

## Germania

### Compilation
- 1970 - The Best of The Who

### Singoli
- 1965 - I Can't Explain/Bald Headed Woman
- 1965 - My Generation/Shout and Shimmy
- 1965 - Anyway Anyhow Anywhere/Daddy Rolling Stone
- 1966 - Happy Jack/I've Been Away
- 1966 - The Kids Are Alright/The Ox
- 1966 - Substitute/Waltz for a Pig
- 1966 - I'm a Boy/In the City
- 1966 - La-La-La-Lies/The Good's Gone
- 1966 - A Legal Matter/Instant Party
- 1967 - Pictures of Lily/Doctor, Doctor
- 1967 - I Can See for Miles/Someone's Coming
- 1967 - I Can See for Miles/Mary-Anne With the Shaky Hands
- 1968 - Dogs/Circles
- 1968 - Magic Bus/Bucket "T"
- 1968 - Call Me Lightning/Dr. Jekyll & Mr. Hyde
- 1969 - Pinball Wizard/Dogs Part Two
- 1969 - I'm Free/Tommy Can You Hear Me?
- 1970 - See Me, Feel Me/Overture from Tommy
- 1970 - The Seeker/Here for More
- 1970 - Summertime Blues/Heaven & Hell

## Giappone

### Compilation
- 1968 - Exciting The Who

### Singoli
- 1966 - Substitute/Waltz for a Pig
- 1966 - Out in the Street/Please, Please, Please
- 1966 - The Kids Are Alright/A Legal Matter
- 1967 - Happy Jack/I've Been Away
- 1967 - I'm a Boy/In the City
- 1967 - Pictures of Lily/Doctor, Doctor
- 1967 - Whisky Man/Boris the Spider
- 1968 - I Can See for Miles/Someone's Coming
- 1968 - The Last Time/Under My Thumb
- 1968 - Dogs/Circles
- 1968 - Armenia City in the Sky/Mary Anne with the Shaky Hand
- 1968 - Magic Bus/Bucket "T"
- 1968 - Call Me Lightning/Dr. Jekyll & Mr. Hyde
- 1969 - Pinball Wizard/Dogs Part Two
- 1970 - The Seeker/Here for More
- 1971 - See Me, Feel Me/Overture from Tommy

## Grecia

### Singoli
- 1966 - Happy Jack/I've Been Away
- 1966 - Substitute/Waltz for a Pig
- 1966 - I'm a Boy/In the City
- 1966 - My Generation/I Can't Explain
- 1966 - A Legal Matter/Instant Party
- 1968 - I Can See for Miles/Someone's Coming
- 1968 - Dogs/Circles
- 1968 - Magic Bus/Bucket "T"
- 1968 - Call Me Lightning/Dr. Jekyll & Mr. Hyde
- 1969 - Pinball Wizard/Dogs Part Two
- 1971 - See Me, Feel Me/Overture from Tommy
- 1970 - The Seeker/Here for More

## Hong Kong

### Singoli
- 1965 - I Can't Explain/Bald Headed Woman
- 1970 - The Seeker/Here for More

## India

### Singoli
- 1968 - Magic Bus/Bucket "T"

## Irlanda

### Singoli
- 1965 - I Can't Explain/Bald Headed Woman
- 1965 - My Generation/Shout and Shimmy
- 1965 - Anyway Anyhow Anywhere/Daddy Rolling Stone
- 1966 - The Kids Are Alright/The Ox
- 1966 - La-La-La-Lies/The Good's Gone
- 1966 - A Legal Matter/Instant Party
- 1968 - Dogs/Circles
- 1970 - Summertime Blues/Heaven & Hell

### EP
- 1966 - Ready Steady Who

## Israele

### EP
- 1967 - Happy Jack (EP Israele)
- 1967 - Picture of Lily

## Italia

### Singoli
- 1965 - I Can't Explain/Bald Headed Woman
- 1965 - My Generation/Shout and Shimmy
- 1965 - Anyway Anyhow Anywhere/Daddy Rolling Stone
- 1966 - Happy Jack/I've Been Away
- 1966 - The Kids Are Alright/The Ox
- 1966 - Substitute/Waltz for a Pig
- 1966 - I'm a Boy/In the City
- 1966 - La-La-La-Lies/The Good's Gone
- 1966 - A Legal Matter/Instant Party
- 1967 - Pictures of Lily/Doctor, Doctor
- 1968 - I Can See for Miles/Someone's Coming
- 1968 - Magic Bus/Bucket "T"
- 1968 - Call Me Lightning/Dr. Jekyll & Mr. Hyde
- 1969 - Pinball Wizard/Dogs Part Two
- 1969 - I'm Free/Tommy Can You Hear Me?
- 1970 - The Seeker/Here for More
- 1970 - Summertime Blues/Heaven & Hell

## Jugoslavia

### Singoli
- 1967 - I Can See for Miles
- 1969 - Pinball Wizard/Dogs Part Two
- 1970 - The Seeker/Here for More

## Libano

### Singoli
- 1970 - The Seeker/Here for More

## Malaysia

### Singoli
- 1969 - Pinball Wizard/Dogs Part Two
- 1969 - I'm Free/Tommy Can You Hear Me?

## Messico

### Singoli
- 1965 - I Can't Explain/Bald Headed Woman
- 1967 - Happy Jack/I've Been Away

### EP
- 1968 - I Can See For Miles (EP)
- 1969 - Pinball Wizard (EP)
- 1969 - I'm Free (EP)
- 1970 - The Seeker

## Nigeria

### Singoli
- 1967 - Pictures of Lily/Doctor, Doctor

## Norvegia

### Singoli
- 1966 - Happy Jack/I've Been Away
- 1966 - I'm a Boy/In the City
- 1966 - Bucket "T"/Run Run Run
- 1967 - Pictures of Lily/Doctor, Doctor
- 1967 - I Can See for Miles/Someone's Coming
- 1967 - The Last Time/Under My Thumb
- 1968 - Dogs/Circles
- 1968 - Magic Bus/Mary Anne with the Shaky Hand
- 1969 - Pinball Wizard/Dogs Part Two
- 1969 - I'm Free/Tommy Can You Hear Me?
- 1970 - Summertime Blues/Heaven & Hell

## Nuova Zelanda

### Singoli
- 1965 - I Can't Explain/Bald Headed Woman
- 1965 - My Generation/Out in the Street (You're Going to Know Me)
- 1966 - Happy Jack/I've Been Away
- 1966 - Substitute/Waltz for a Pig
- 1966 - I'm a Boy/In the City
- 1966 - La-La-La-Lies/Much Too Much
- 1966 - The Kids Are Alright/A Legal Matter
- 1967 - Pictures of Lily/Doctor, Doctor
- 1967 - I Can See for Miles/Someone's Coming
- 1968 - Magic Bus/Someone's Coming
- 1968 - Call Me Lightning/Dr. Jekyll & Mr. Hyde
- 1969 - Pinball Wizard/Dogs Part Two
- 1969 - I'm Free/We're Not Gonna Take It
- 1970 - See Me, Feel Me/Overture from Tommy
- 1970 - The Seeker/Here for More
- 1970 - Summertime Blues/Heaven & Hell

### EP
- 1965 - My Generation
- 1966 - Ready Steady Who
- 1967 - The Who
- 1967 - Pictures (EP)

## Paesi Bassi

### Compilation
- 1970 - The Best of The Who
- 1970 - The Ox

### Singoli
- 1965 - My Generation/Shout and Shimmy
- 1965 - Anyway Anyhow Anywhere/I Can't Explain
- 1966 - Happy Jack/I've Been Away
- 1966 - The Kids Are Alright/The Ox
- 1966 - Substitute/Waltz for a Pig
- 1966 - I'm a Boy/In the City
- 1966 - La-La-La-Lies/Bald Headed Woman
- 1966 - A Legal Matter/Instant Party
- 1967 - The Last Time/Under My Thumb
- 1968 - Mary Anne With the Shaky Hand/Can't Reach You
- 1970 - The Seeker/Here for More

### EP
- 1966 - A Legal Matter

## Perù

### Singoli
- 1970 - See Me, Feel Me/Overture from Tommy
- 1970 - Summertime Blues/Heaven & Hell

## Portogallo

### Singoli
- 1970 - Summertime Blues/Heaven & Hell

### EP
- 1966 - I'm a Boy
- 1966 - My Generation
- 1967 - Happy Jack
- 1967 - Pictures of Lily
- 1967 - I Can See for Miles
- 1968 - Dogs (EP)
- 1968 - Magic Bus (EP)
- 1969 - Pinball Wizard (EP)
- 1969 - I'm Free (EP)

## Rodhesia

### Singoli
- 1966 - The Kids Are Alright/The Ox
- 1966 - Substitute/Waltz for a Pig
- 1969 - Pinball Wizard/Dogs Part Two

## Singapore

### Singoli
- 1965 - My Generation/Out in the Street (You're Going to Know Me)
- 1970 - The Seeker/Here for More

## Spagna

### Compilation
- 1974 - Best of Who

### Singoli
- 1968 - I Can See for Miles/Someone's Coming
- 1968 - Dogs/Circles
- 1968 - Magic Bus/Bucket "T"
- 1968 - Call Me Lightning/Dr. Jekyll & Mr. Hyde
- 1969 - Pinball Wizard/Dogs Part Two
- 1970 - The Seeker/Here for More
- 1970 - Summertime Blues/Heaven & Hell

### EP
- 1965 - My Generation
- 1966 - A Legal Matter
- 1966 - I'm a Boy
- 1967 - Happy Jack
- 1967 - Pictures of Lily (EP)
- 1967 - The Last Time (EP)
- 1967 - Pictures of Lily (EP)

## Stati Uniti

### Singoli
- 1965 - I Can't Explain/Bald Headed Woman
- 1965 - My Generation/Out in the Street
- 1966 - Substitute/Waltz for a Pig
- 1966 - I'm a Boy/In the City
- 1966 - The Kids Are Alright/A Legal Matter
- 1967 - Happy Jack/Whiskey Man
- 1967 - Pictures of Lily/Doctor, Doctor
- 1967 - I Can See for Miles/Mary-Anne With the Shaky Hands
- 1968 - Magic Bus/Someone's Coming
- 1968 - Call Me Lightning/Dr. Jekyll & Mr. Hyde
- 1969 - Pinball Wizard/Dogs Part Two
- 1969 - I'm Free/We're Not Gonna Take It
- 1970 - See Me, Feel Me/Overture from Tommy
- 1970 - The Seeker/Here for More
- 1970 - Summertime Blues/Heaven & Hell

## Sud Africa

### Singoli
- 1965 - My Generation/Out in the Street (You're Going to Know Me)
- 1965 - Anyway Anyhow Anywhere/Daddy Rolling Stone
- 1966 - Substitute/Waltz for a Pig
- 1966 - I'm a Boy/In the City
- 1967 - Happy Jack/I've Been Away
- 1967 - La-La-La-Lies/The Good's Gone
- 1967 - Pictures of Lily/Doctor, Doctor
- 1967 - I Can See for Miles/Someone's Coming
- 1968 - Dogs/Circles
- 1968 - Magic Bus/Someone's Coming
- 1969 - Pinball Wizard/Dogs Part Two
- 1970 - See Me, Feel Me/Overture from Tommy
- 1970 - The Seeker/Here for More
- 1970 - Summertime Blues/Heaven & Hell

## Svezia

### Singoli
- 1965 - My Generation/Shout and Shimmy
- 1966 - Happy Jack/I've Been Away
- 1966 - The Kids Are Alright/The Ox
- 1966 - Substitute/Waltz for a Pig
- 1966 - I'm a Boy/In the City
- 1966 - La-La-La-Lies/The Good's Gone
- 1966 - A Legal Matter/Instant Party
- 1967 - Bucket "T"/So Sad About Us

### EP
- 1966 - Ready Steady Who
- 1967 - A Quick One, While He's Away

## Svizzera

### Singoli
- 1965 - My Generation/Shout and Shimmy
- 1966 - Happy Jack/I've Been Away

## Turchia

### Singoli
- 1970 - See Me, Feel Me/Overture from Tommy

## Venezuela

### Singoli
- 1970 - See Me, Feel Me/Overture from Tommy